# AG Song
Die AG Song – Arbeitsgemeinschaft der Liedermacherinnen und Liedermacher war ein am 15. April 1974 gegründeter, bis 1994 aktiver nichtkommerzieller Zusammenschluss von Liedermachern vorwiegend aus der Bundesrepublik Deutschland und aus West-Berlin.

## Gründung
Nach zwei Gründungstreffen auf der Burg Waldeck (9./10. September und 17./18. November 1973) und einer organisatorischen Vorbesprechung (2./3. März 1974) fand vom 13. bis zum 15. April 1974 das erste Liedermachertreffen der AG Song statt. Es verstand sich nicht als Teil der von der Arbeitsgemeinschaft Burg Waldeck durchgeführten Festivals, sondern als Forum für den Austausch der Künstler untereinander. Die Burg Waldeck im Hunsrück galt seit der Veranstaltungsreihe unter dem Titel Chanson und Folklore International als „Wiege der Liedermacher“.

## Struktur
Rechtlich gesehen war die AG Song ein nicht eingetragener Verein, der zeitweise rund 1.400 Liedermacher vertrat. Von diesen erschienen mehrmals über hundert zu den überregionalen Bundestreffen. Die Leitung übernahm ein Koordinationsausschuss, der auf den Treffen durch geheime und schriftliche Wahl bestimmt wurde.
Die Geschäfte, vor allem die Verhandlungen mit Kulturämtern, Initiativen und Jugendzentren zur Organisation und Finanzierung der Treffen, besorgte in der Regel der Frankfurter Journalist Stephan Rögner. Ansonsten ergriffen aktive Mitglieder in den jeweiligen Städten (wie der Psychologe Stephan Prager 1976 in Bonn oder Oliver Bolten und Ralf Huwendiek 1980 in Aachen) die Initiative und organisierten Bundestreffen. 

## Geschichte und Mitglieder
Dem ersten Koordinationsausschuss gehörten außer Rögner acht Personen an, unter ihnen Diether Dehm, Holger Münzer und Tom Kannmacher. Den beim Arbeitstreffen in Essen am 26. Februar 1977 gewählten Ausschuss, dem auch Bernhard Lassahn und Karl Adamek angehörten, bildeten sechs Personen. Auf der Sitzung vom 27. Februar 1977 wurden Regionalvertretungen für Bayern, Berlin, Hessen und Süddeutschland vorgesehen, Bernhard Lassahn als Sprecher und Gudrun Schäfer als Interessenvertreterin für Straßenmusik benannt. Die Wahl vom 10. Juni 1982 ergab einen zwölfköpfigen Ausschuss, unter anderem unter Mitwirkung von Anni Becker, Uschi Flacke, Nikolaus Gatter und Janko Jezovšek. Zugleich wurde die Erhebung eines freiwilligen Jahresbeitrags von 30 DM beschlossen.
Neben den bundesweiten Aktivitäten der AG Song gab es auch auf lokaler Ebene autonome Zusammenschlüsse von Liedermachern, die sich als Bestandteil der AG Song definierten. So gründeten Peter Kühn und Jo Mateiko in Viernheim einen Werkkreis der Liedermacher, der Musikverleger Bernhard Tuchel in Hamburg eine AG Song HH, der schwäbische SPD-Politiker Werner Grunert eine (rechtsfähige) AG Song Böblingen e. V.
Weitere aktive, der Arbeitsgemeinschaft in den 1970er und 1980er Jahren zugehörige Künstler und Autoren sind beispielsweise Frank Baier, Michael Bauer, Thommie Bayer, Konrad Becker, Peter Bursch, Johannes Christ, Martin Degenhardt, Thomas Felder, Günter Gall, Helga Goetze, Gisbert Haefs, Reinhard Hippen, Eckard Holler, Burkhard Ihme, Fasia Jansen, Daniel Kempin, Jan Koneffke, Inge Latz, Holger Paetz, Kalle Pohl, Reno Rebscher, Bernd Regenauer, Margaretha Rosar, Thomas Rothschild, Trautlind Klara Schärr, Ralph Schicha, Tom Schroeder, Rolf Schwendter, Horst-Steffen Sommer, Dieter Süverkrüp, Friedrich Vahle, Eva Vargas, Lothar von Versen und Thomas Vogel; in den 1990er Jahren Reinhold Andert, Stefan Körbel und Jens-Paul Wollenberg.

## Aktivitäten
Zentrales Anliegen der AG Song war die Professionalisierung der Liedermacher mit Weiterbildungsangeboten, der Möglichkeit zu einer sogenannten „Insider-Vorstellung“ (im Kollegenkreis mit anschließender Kritik) und zu Kurzauftritten vor Publikum. Namhafte Kollegen wurden als Dozenten für Workshops gewonnen und dienten auch als Zugpferde für die Konzertauftritte. Bei einem bundesweiten Arbeitstreffen in Bonn traten im Januar 1976 Christof Stählin, Walter Moßmann, Dietrich Kittner, Hanns Dieter Hüsch sowie Hein & Oss Kröher im Kulturforum Bonn-Center neben weniger bekannten Liedermachern auf.
Die Arbeitsgemeinschaft selbst konnte bei ihren Treffen nicht als Veranstalter auftreten. Vielmehr ging es ihr darum, den Nachwuchs zu fördern und zu sammeln, den Meinungsaustausch zu ermöglichen, eine Kartei der Liedermacher und Musiker sowie ein Archiv anzulegen und die Wirksamkeit von Liedern empirisch zu erforschen. Die (nicht honorierten) Auftritte, die als Konzertabende, auf Straßenbühnen, in Altersheimen, Jugendgefängnissen und Schulen stattfanden, gefolgt von Diskussionen mit dem Publikum, spielten dennoch eine wichtige gesellschaftliche Rolle.
Großen Einfluss hatte die AG Song in den Anfangsjahren des Nürnberger Bardentreffens. Die Arbeitsgemeinschaft wurde organisatorisch beteiligt und konnte, etwa beim ersten (6. bis 8. August 1976) und zweiten Festival (5. bis 7. August 1977) Workshops anbieten. Allerdings setzte sich die AG Song gegenüber der Stadt Nürnberg nicht mit der Forderung nach Auftrittshonorar für die Liedermacher durch. Auch die selektive Einladungspraxis der Veranstalter bot 1981 Anlass zu einem offenen Brief von rund 20 Teilnehmern des Bundestreffens in Wiesbaden.
Die Zusammenarbeit mit Institutionen ermöglichte das Setzen von Schwerpunkten. So fanden im Frühjahr 1979 beim Treffen in Adelsheim Auftritte von Liedermachern vor und Workshops mit straffällig gewordenen Jugendlichen in der dortigen Justizvollzugsanstalt statt.
Das Selbstverständnis der AG Song, die sich in Dokumentationen stets als „Freundeskreis“ definierte („kein Verein, keine Konzertagentur, kein Dauerfestival-Komitee“), wurde immer wieder problematisiert. Wiederholt wurde – beispielsweise 1977 von Werner Worschech – beantragt, die Rechtsform zu thematisieren und den Kreis zu institutionalisieren. Manche wollten die AG Song als Verein eintragen, andere der Sozialistischen Jugend Deutschlands „Die Falken“, der IG Medien oder der Kulturpolitischen Gesellschaft einverleiben. Allerdings war die Mehrheit der Teilnehmer nicht gewillt, verbindliche Beiträge zu erheben und die Arbeit durch eine feste Rechtsform zu verstetigen, weil man einen Verlust der Spontaneität fürchtete.
Zu den sichtbaren Erfolgen der AG Song durch die persönlichen Kontakte bei den Arbeitstreffen zählten in dieser Zeit viele Gruppenbildungen von Musikern und Liedermachern und die gegenseitige Unterstützung bei der Suche nach Auftrittsmöglichkeiten und beim Veröffentlichen von Tonträgern. Auf regionaler Ebene bildeten sich interdisziplinäre Zusammenschlüsse. Die Bedeutung, die der AG Song zukam, wurde auch dadurch dokumentiert, dass sich dem Kreis Teilnehmer aus Südafrika, Südamerika, Österreich und der deutschsprachigen Schweiz verbunden fühlten.
Für die Arbeitstreffen, die man durchführen wollte, suchte man als Veranstalter (insbesondere wegen der GEMA-Gebühren) städtische Jugend- oder Kulturämter, die Tagungsräume, Bühnen und Übernachtungsmöglichkeiten bereitstellten und nach Möglichkeit auch die Druckkosten der Dokumentationen bezuschussten. Die Vereinsarbeit selbst blieb ehrenamtlich und wurde nicht honoriert.
Debattiert wurde auch über die Frage, ob Auftritte von Nachwuchs-Liedermachern (Stephan Rögner: „Jeder soll bei der AG Song die Möglichkeit haben, sich zu blamieren“) gleichrangig mit denen professioneller Kollegen behandelt, ob prominente Künstler eingeladen und ob sie als Publikumsmagneten über die Erstattung der Fahrtkosten hinaus honoriert werden sollten.
Die letzte öffentliche Aktivität der AG Song war im Mai 1994 ein Bundestreffen auf Burg Altena im Sauerland, das hauptsächlich vom WDR Fernsehen, das einen Film über die AG Song drehte, finanziert wurde.

## Bundesweite und überregionale Arbeitstreffen
- Burg Waldeck (erstes Arbeitstreffen), 13. bis 15. April 1974
- Offenbach am Main, 14./15. September 1974
- Frankfurt am Main, 18./19. Januar 1975
- Mainz, 19. bis 21. September 1975
- Bonn, 30. Januar bis 1. Februar 1976
- Marburg, 18. bis 20. Juni 1976
- Offenbach am Main, 31. Juli bis 1. August 1976
- Essen, 25. bis 27. Januar 1977
- Adelsheim, 16. bis 18. März 1979
- Frankfurt am Main, 19. bis 21. Oktober 1979
- Aachen, 16. bis 18. Mai 1980
- Wiesbaden, 28. bis 31. Mai 1981
- Unna, 9. bis 13. Juni 1982
- Essen, 21. bis 24. Juni 1984
- Böblingen, 19. bis 22. September 1985
- Hattersheim am Main, 17. bis 19. Juni 1988
- Burg Altena, 12. bis 15. Mai 1994

## Regionale Arbeitstreffen und Spartentreffen
- Emstal, Kinderliedermacher-Treffen, 28./29. September 1974
- Kirchheim unter Teck, 8. Dezember 1974
- Tübingen, 2. März 1975
- Viernheim, 25. März 1975
- Frankfurt am Main, Gründungstreffen der Autoren, 8. Mai 1975
- Heidelberg, 31. Mai 1975
- Konzert im KOMM beim Nürnberger Bardentreffen, 6. bis 8. August 1976
- Trippstadt, 10. bis 12. September 1976
- Treffen des Koordinationsausschusses in Mainz, 29. Mai 1977
- Workshops beim Nürnberger Bardentreffen, 5. bis 7. August 1977
- Trippstadt/Kaiserslautern, 1./2. Oktober 1977
- Workshops beim Nürnberger Bardentreffen, 4. bis 6. August 1978
- Trippstadt/Kaiserslautern, 9./10. September 1978
- Arbeitstreffen in Offenbach am Main, 14. bis 16. November 1981
- Benefizkonzert in Offenbach am Main, 30. Januar 1981
- Werkstattwochenende in Greven bei Münster, 30. Oktober bis 1. November 1981
- Köln, 30./31. Oktober 1982
- Werkstattwochenende in Greven bei Münster, 11. bis 13. März 1983
- Werkstattwochenende in Greven bei Münster, 16. bis 18. September 1983
- Werkstattwochenende in Greven bei Münster, 23. bis 25. September 1983

## Dokumentationen der AG Song
- AGS. Ein Arbeitsheft für die Arbeitsgemeinschaft der Liedermacher. Mit Dokumentation der AG Song, Beiträgen zur Szene, Informationen, Liedtexten. Obernburg 1976
- Wie wird's weitergehen? 11. bundesweites Treffen der Liedermacher. Versuch einer Dokumentation, Obernburg 1977
- Liedermacher in Adelsheim. 20. bundesweites Treffen vom 6. bis 18. März 1979. Eine Dokumentation, Frankfurt am Main 1979
- Liedermacher zwischen Zensur und Hungertuch. Arbeitstreffen deutscher Liedermacher in Frankfurt am Main. Dokumentationen mit Podiumsdiskussion. Frankfurt am Main 1979
- Bundestreffen deutscher Liedermacher in Aachen. Aachen 1980
- AG Song Treffen in Wiesbaden. 28. bis 31. Mai 1981. Frankfurt am Main 1981
- AG Song HH. Liedermacherinnen und Liedermacher. Notenverlag Bernhard Tuchel. Norderstedt 1983
- Arbeitstreffen der AG Song in Unna, 9. bis 13. Juni 1982. Eine Dokumentation. Frankfurt am Main 1983
- AG Song Dokumentation. Arbeitstreffen der AG Song 1984 in Essen. Frankfurt am Main 1984

## Film
- Deutsche Liedermacher auf der Burg Altena. Dokumentarfilm, WDR Fernsehen, 1994